# Rodgers y Hammerstein

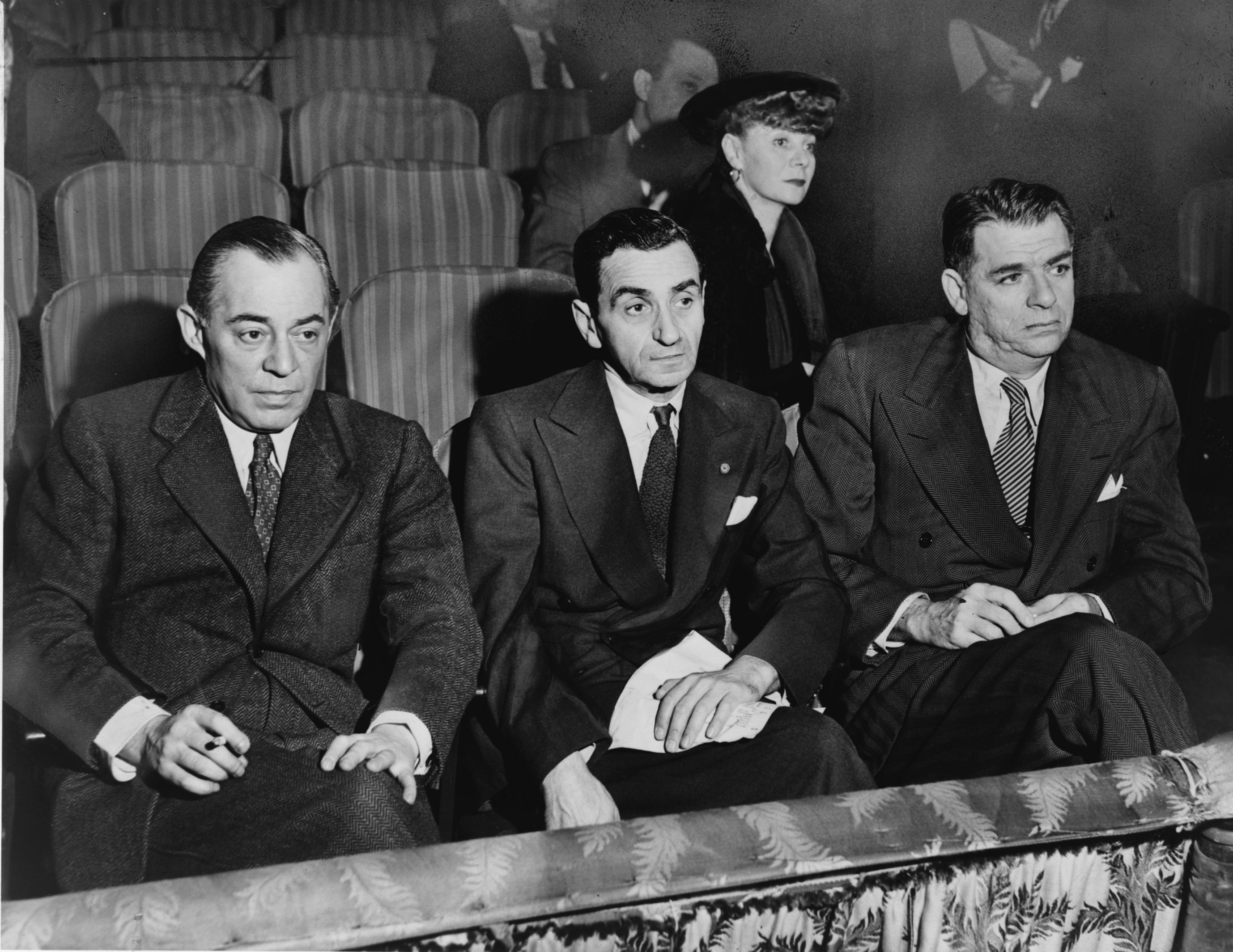
Rodgers (izquierda) y Hammerstein (a la derecha), con Irving Berlin (medio) y Helen Tamiris, viendo las audiciones en el St James Theatre en 1948

Rodgers y Hammerstein hace referencia a un influyente, innovador y exitoso tándem estadounidense de autores de canciones para musicales formado por el compositor Richard Rodgers (1902-1979) y el letrista-dramaturgo Oscar Hammerstein II (1895-1960). Crearon una serie de populares musicales de Broadway, a lo largo de la década de 1940 y 1950, iniciando lo que se considera la «edad de oro» del teatro musical. Cinco de sus espectáculos de Broadway, Oklahoma!, Carousel, South Pacific, El rey y yo y The Sound of Music, fueron rotundos éxitos, al igual que la emisión por televisión del musical Cinderella. De los otros cuatro que el equipo produjo en Broadway durante sus vidas, Flower Drum Song fue bien recibido, y ninguno fue un rotundo fracaso. La mayoría de sus espectáculos ha sido objeto de frecuentes reposiciones en todo el mundo, tanto por parte de profesionales como de aficionados. Entre los numerosos premios obtenidos por sus espectáculos (y las versiones cinematográficas de estos) cabe citar treinta y cuatro Premios Tony, quince Premios Óscar, un Premio Pulitzer y dos Premios Grammy.
Su asociación para componer conjuntamente musicales de teatro ha sido descrita como la más importante del siglo XX.

## Obras
| - 1943 Oklahoma! - 1955 película - 1945 Carousel - 1956 película - 1945 State Fair (película) - 1962 remake - 1996 versión teatral - 1947 Allegro - 1949 South Pacific - 1958 película - 2001 TV - 1951 El rey y yo - 1956 película - 1972 Serie de televisión (sitcom) | - 1953 Me and Juliet - 1955 Pipe Dream - 1957 Cinderella (televisión) - 1958 West End (adaptación) - 1965 remake - 1997 remake - 2013 Broadway version (libro reescrito con canciones nuevas) - 1958 Flower Drum Song - 1961 película - 2002 revival (libro reescrito con una canción nueva) - 1959 The Sound of Music - 1965 película - 2013 televisión - 1993 A Grand Night for Singing (variedades) |